# あの日に帰りたい (テレビドラマ)
『あの日に帰りたい』（あのひにかえりたい）は、1993年1月11日～3月22日に毎週月曜日21:00～21:54にフジテレビ系列（月曜9時枠の連続ドラマ）にて放映されたテレビドラマ。

## あらすじ
姉の千夜子（菊池桃子）と妹の一夜子（工藤静香）は同じ男性を好きになってしまうことから生じる、姉妹の葛藤を描いたストーリー。

## 出演者
- 青木千夜子：菊池桃子
- 青木一夜子：工藤静香
- 永井準二：保坂尚輝
- 高村耕作：別所哲也
- 石田一男：日比野玲
- 中村真理：桐島かれん
- 坂口誠人：田山涼成
- 坂口由香里：緒川たまき
- 青木順平：大林宣彦
- 坂口ことみ：京野ことみ
- 徹：池田史比古
- 由美：吉野真弓
- しのぶ：斉藤美香

ほか　

## 主題歌
- 工藤静香「慟哭」　中島みゆき作詞の楽曲であり、ミリオン寸前となる自身最大のヒット曲となった。

## スタッフ
- 脚本：君塚良一
- 企画：宅間秋史、小林義和
- 演出：中島悟、和田豊彦
- 音楽：門倉聡
- プロデュース：赤羽博、柴崎正
- 制作：フジテレビ、AVEC

## サブタイトル
| 各話                                                      | 放送日        | サブタイトル                  | 視聴率 |
| --------------------------------------------------------- | ------------- | ----------------------------- | ------ |
| 第1話                                                     | 1993年1月11日 | 姉が犯した罪、妹が犯した過ち… | 18.6%  |
| 第2話                                                     | 1993年1月18日 | あなたの愛、信じていい？      | 17.1%  |
| 第3話                                                     | 1993年1月25日 | 君をずっと、好きでいたい…     | 15.6%  |
| 第4話                                                     | 1993年2月01日 | 許されない愛…                 | 14.3%  |
| 第5話                                                     | 1993年2月08日 | 私の愛を返して!!              | 15.0%  |
| 第6話                                                     | 1993年2月15日 | もう、戻れない…               | 16.4%  |
| 第7話                                                     | 1993年2月22日 | 愛する人のためなら死ねる…？   | 16.8%  |
| 第8話                                                     | 1993年3月01日 | 死なないで!!私のために…       | 15.2%  |
| 第9話                                                     | 1993年3月08日 | さよなら…                     | 12.0%  |
| 第10話                                                    | 1993年3月15日 | 愛する人のために              | 13.4%  |
| 最終話                                                    | 1993年3月22日 | 永遠の絆                      | 14.8%  |
| 平均視聴率15.4%（視聴率は関東地区・ビデオリサーチ社調べ） |               |                               |        |

## その他
- 劇中に登場する千夜子・一夜子姉妹の成長を綴ったフィルムは、父親役の大林宣彦が実際に撮り下ろした物である。
- 1993年にワニブックスから単行本が刊行された。

## 関連サイト
- フジテレビ

| フジテレビ系 月曜9時枠の連続ドラマ         | フジテレビ系 月曜9時枠の連続ドラマ           | フジテレビ系 月曜9時枠の連続ドラマ         |
| 前番組                                     | 番組名                                       | 次番組                                     |
| ------------------------------------------ | -------------------------------------------- | ------------------------------------------ |
| 二十歳の約束 （1992年10月12日 - 12月21日） | あの日に帰りたい （1993年1月11日 - 3月22日） | ひとつ屋根の下 （1993年4月12日 - 6月28日） |